# Alexander Cornabé
Alexander Cornabé (Leiden, c1737 — Georgetown (eiland Penang) 17 juni 1813) was in dienst van de Vereenigde Oostindische Compagnie (VOC) en werd uiteindelijk gouverneur en directeur eerst van Ternate en daarna van Amboina in de Molukken. Cornabé was de laatste gouverneur van Amboina onder de VOC.

## Biografie
Cornabé vertrok op 15 juni 1761 als sergeant in dienst van de VOC met het schip 'Voorland' naar Indië en kwam aan ter rede van Batavia op 14 maart 1762. Hij doorliep bij de VOC verschillende rangen en functies en was o.a. opperhoofd te Timor 1766-, resident te Tegal 1770-1777, gezaghebber 1780- en daarna tot 1793 gouverneur en directeur van Ternate en gouverneur en directeur van Amboina vanaf 16 september 1794. Op 17 februari 1796 droeg hij het gezag op Ambon over aan de Britse admiraal P. Rainier.

### Afstamming, huwelijk en kinderen
Alexander Cornabé werd geboren te Leiden circa 1737 als zoon van Pierre Cornabé (Vevey (Vaud, Zw.), 22 oktober 1703 — Leiden, 29 januari 1773) en Elisabeth Le Cointe (Leiden, c1699 — Leiden, 1778), die trouwden te Rijnsburg op 11 november 1731. Zijn grootvader Pierre Cornabé kwam uit Gien-sur-Loire (Loiret, Frankrijk).
Hij trouwde eerst te Batavia in 1765 met Agatha Catharina Houting (1734-1784) uit Monnickendam, daarna te Ternate in 1786 met Margaretha Theodora Amelia Durr (1769-?) uit Ternate. Dit huwelijk werd ontbonden door echtscheiding, waarna zij hertrouwde te Ternate in 1806 met Jan Frederik During.
Uit het tweede huwelijk had hij 2 zonen en 3 dochters.